# Caleta de Portals Vells

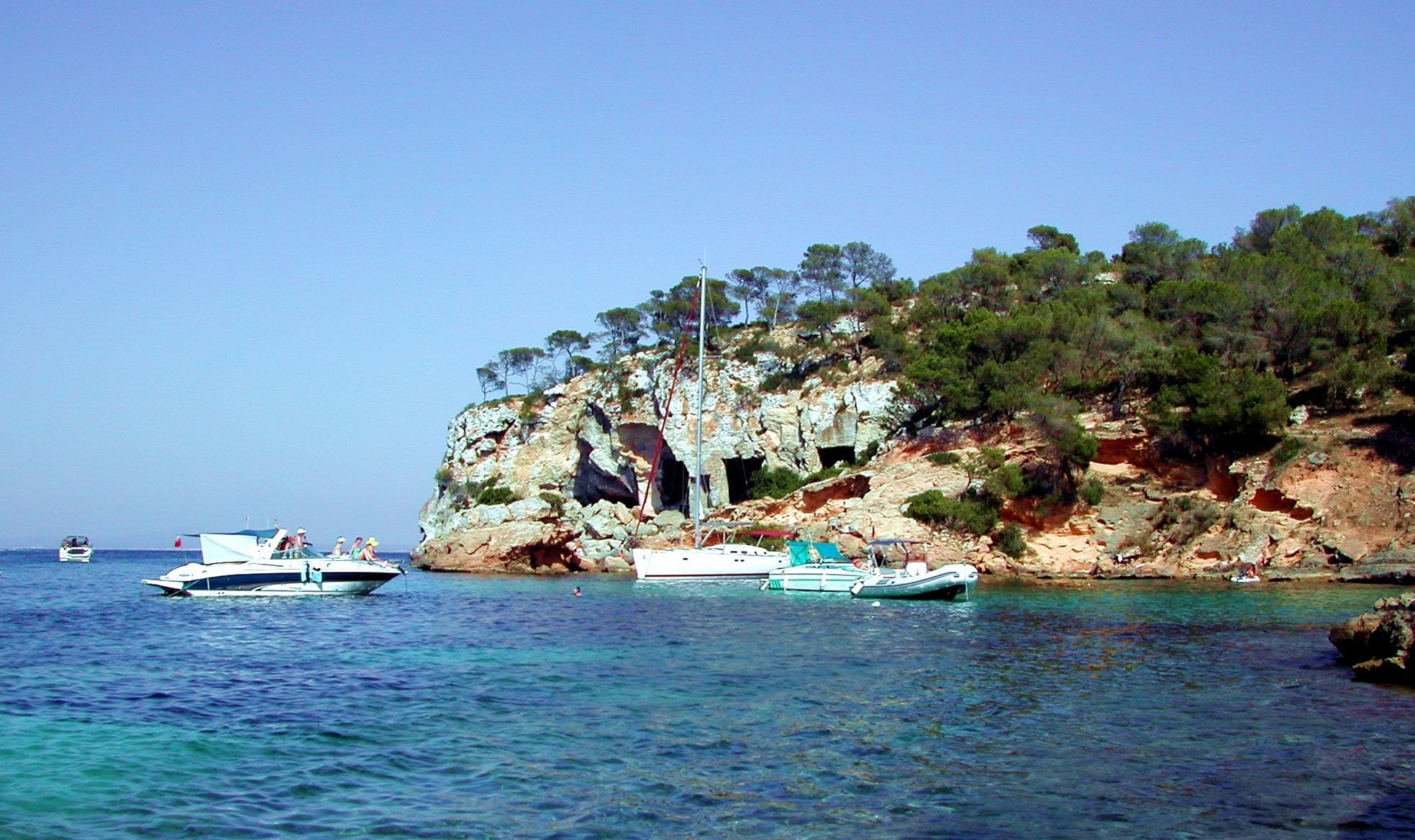
Pedreres de marès de Cala de Portals Vells.

La caleta de Portals Vells o Portals Vells I és una platja verge de 20 metres de llargada per 100 d'amplada situada a nou quilòmetres de Magaluf, molt a prop del Club Nàutic Portals Vells. D'aigües molt tranquil·les i netes. És un lloc arenós i molt pla. Component de Cala Portals Vells, entrant de mar, entre les puntes des Xisclet i s'Estaca, que es divideix en diversos braços que acaben en un arenal, sa Platgeta, Platja del Mago i Platja del Rei.
Sobre els penya-segats hi ha la zona residencial Sol de Mallorca. I una pineda l'envolta i s'estén entre Cap de Cala Figuera i Refaubetx, que juntament amb l'Illot del Toro i Illes Malgrats, són part del catàleg d'Àrees Naturals d'Especial Interès aprovat pel Parlament de les Illes Balears i de les Zones d'Especial Protecció per a les Aus de la Unió Europea.
Té un fons de sorra i alga a cinc metres de profunditat que beneficien les condicions per fondejar embarcacions i per practicar busseig de superfície.
La Platja és oberta a vents de l'est i del sud-est.